# Nepomuk (kraj pilzneński)
Nepomuk – miasto w Czechach, w kraju pilzneńskim. Według danych z 31 grudnia 2003 powierzchnia miasta wynosiła 1278 ha, a liczba jego mieszkańców 3670 osób.
Domniemane miejsce urodzenia Jana Nepomucena.

## Historia miasta
Początki miasta związane są z założeniem opodal klasztoru przez cystersów z niemieckiego klasztoru Ebrach 1144 roku. Istniały tu wówczas dwie osady Přesanice i Pomuk, które połączyły się oficjalnie 1384 roku i od tej pory zaczęto używać nazwy Nepomuk.
W XIII i XIV wieku wydobywano tutaj srebro i złoto, przez co miasto dynamiczne się rozwijało przysporzyło mu bogactwa. Osiedliło się tu wtedy wielu rzemieślników i rolników. Już 1254 roku wspomniano wieś Nepomuk jako osadę targową.
W 1250 roku książę czeski Przemysł Ottokar I usadowił w Nepomuku sąd, który karał złoczyńców schwytanych w okręgu nepomuckiego klasztoru.
W roku 1415 król Wacław IV podniósł Nepomuk do rangi miasta, które stało się gospodarczym i administracyjnym centrem dóbr klasztornych obejmujących wówczas ponad 100 wsi oraz miasta Bolovice i Plánice. Jednakże w 1420 roku husyci spalili klasztor, jego posiadłości zaś przeszły w ręce rodu Śwanberków, którzy na wzniesieniu Zelená Hora znajdującym się między miastem i klasztorem wybudowali wpierw gród, a potem zamek przebudowany w XVII wieku  przez Wacława ze Śternberku na barokową rezydencję.
W 1465 roku miasto Nepomuk uzyskało przywilej corocznych czterodniowych targów. W 1512 roku miasto uzyskało prawo do drugiego jarmarku. Dbający o rozwój miasta właściciele zadbali również o nadanie mu prawa do warzenia piwa. Niestety, w późniejszych wiekach liczne konflikty zbrojne i klęski głodowe doprowadziły do podupadnięcia miasta. Podczas licznych pożarów w okresie między XVI i XIX wiekiem zostało zniszczone sporo okazałych historycznych budynków.
W 1961 roku miasto zostało powiększone i kilka wsi, zabytkową dziś hutę żelaza wraz ze wspólnym dworcem kolejowym na trasie Pilzno – Czeskie Budziejowice. W latach 80. wybudowano typowe dla tamtych lat centrum handlowe na miejscu wyburzonych zabytkowych budynków. Ale od lat 90. zaczęto inwestować w nowoczesną architekturę, czego najlepszym przykładem jest otwarta w 1994 roku szkoła zawodowa.

## Zabytki i atrakcje turystyczne
- Gotycki, trójnawowy kościół św. Jakuba zbudowany w latach 1290–1295 z grobowcem rodu Śwanberków i w 1780 roku dobudowaną barokową dzwonnicą.
- Arcydekanat z 1748 roku zbudowany według planów Kiliana Ignacego Dientzenhofera, przebudowany podczas II wojny światowej.
- Kościół św. Jana Nepomucena wybudowany w latach 1729–1736 z okazji kanonizacji tego świętego według planów Kiliana Ignacego Dientzenhofera na miejscu istniejącego tu przedtem kościoła św. Jana z XVII w.
- Archidiecezjalne muzeum Jana Nepomucena
- Muzeum miejskie z galerią sztuki
- „Dom pod czeską lipą” zbudowany w latach 1360–1370 spełniał funkcję ratusza, a później gospody.
- Zabytkowy budynek poczty
- Ruina klasztoru cystersów Pomuk w Klášter
- Zamek Zelená Hora (Zamek Grünberg), miejsce znalezienia  rzekomego „rękopisu zielonogórskiego”

## Osoby związane z miastem Nepomuk
- Jan Nepomucen (ok. 1340–1393) – katolicki duchowny i święty męczennik
- David Crinitus (1531–1586) – poeta
- Augustin Němejc (1861–1938) – czeski malarz-artysta
- Jakub Jan Ryba (1765–1815) – romantyczny czeski kompozytor i muzyk kościelny
- prof. Josef Ondřej Liboslav Rettig – pedagog, rektor kolegium pijarów
- Viktor Pešek – malarz-artysta
- Alexandr Berndorf – lokalny historiograf

## Demografia
| Rok             | 1970 | 1980 | 1991 | 2001 | 2003 |
| --------------- | ---- | ---- | ---- | ---- | ---- |
| Liczba ludności | 2616 | 3206 | 3211 | 3546 | 3670 |

Źródło: Czeski Urząd Statystyczny